# 松鸡
松雞（学名：Tetrao urogallus），又稱西方松雞，是松雞科最大的成員，約長100厘米及重4公斤。牠們分佈在歐洲北部及亞洲，其求愛方式十分著名。

## 描述
雄性及雌性松雞的分別在於其體型及色澤。雄雞較大，重3.3-6.5公斤，長74-115厘米，雙翼展開達1.2米。牠們的羽毛呈深灰色至深褐色，胸部羽毛呈金屬深綠色。腹部及後尾視乎品種而呈黑色至白色。
雌雞較為細小，只有雄雞約一半的重量，即1.5-2.5公斤。牠們約長54-64厘米，雙翼展開約闊70厘米。牠們上身毛色呈褐色，有黑色或銀色斑紋，下身呈淺黃色。

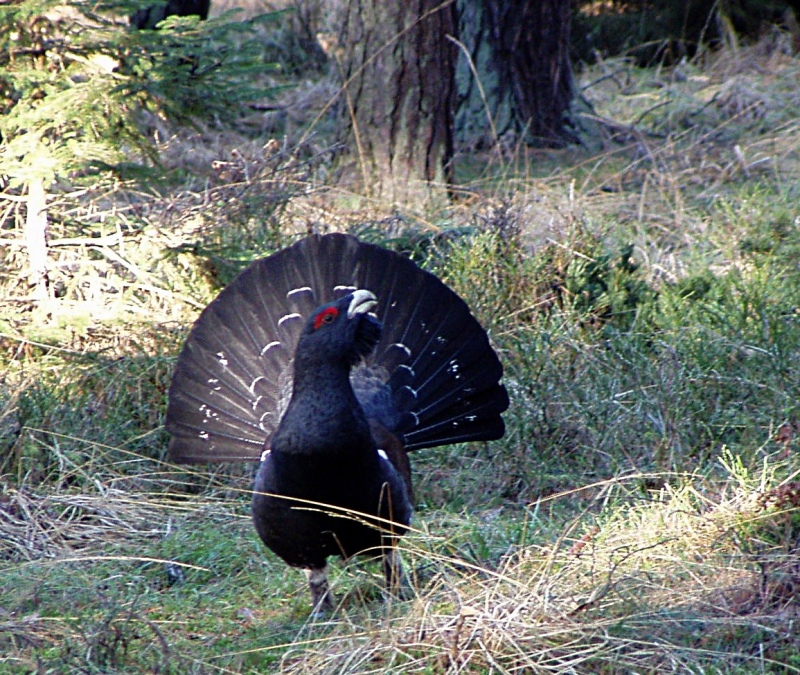
雄性松雞。

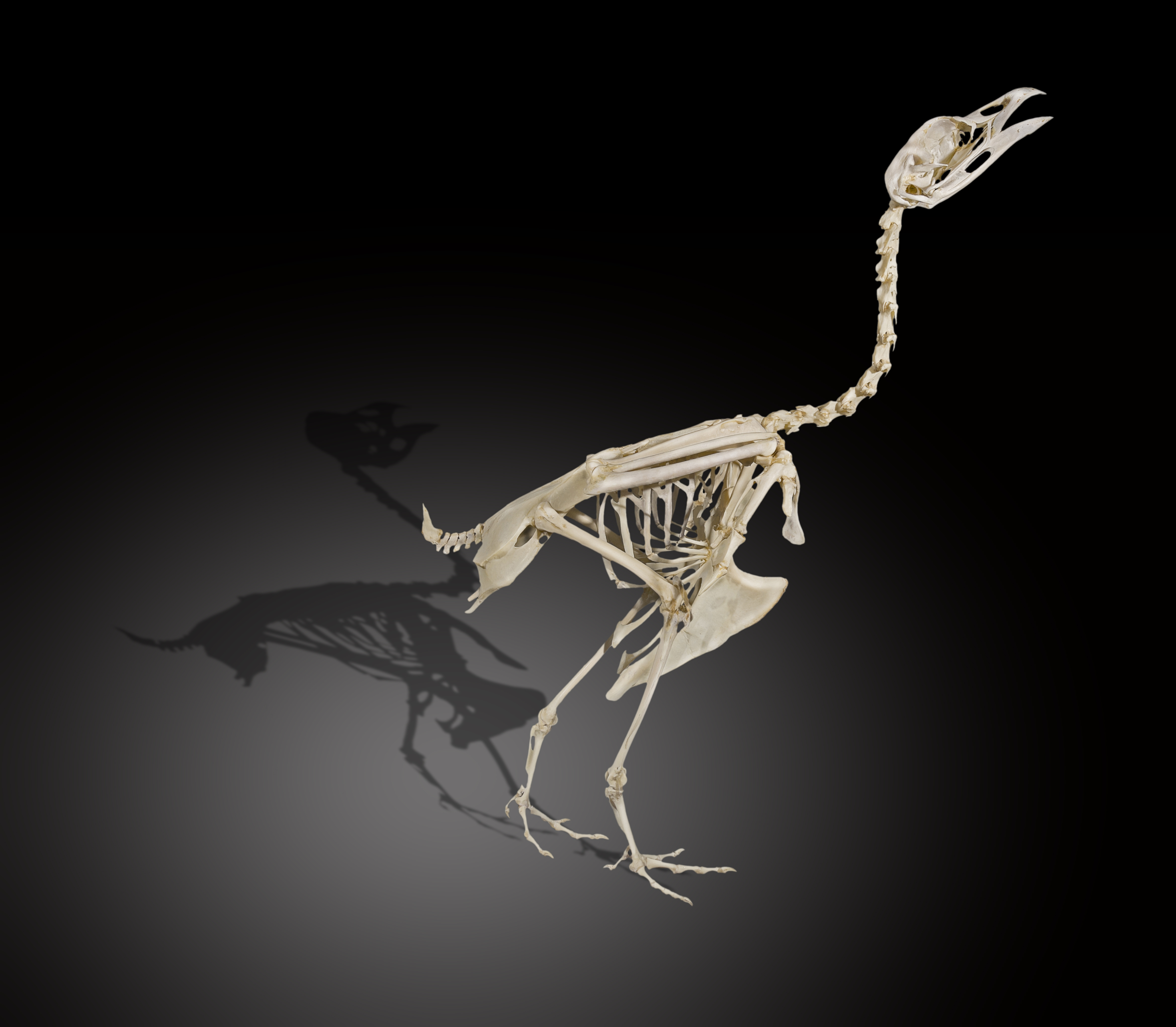
Tetrao urogallus

雄性及雌性松雞的翼彎都有白點。牠們的腳有羽毛，仍為保暖之用。牠們的趾短小，可以像雪鞋般保護雙腳。雄雞與雌雞的腳印大小亦有所不同。
松雞眼睛上有一層顯眼的紅色皮膚。
幼雞呈像雌雞的隱藏色，可以免受獵食者侵襲的偽裝。到了約三個月大的夏末，牠們會逐漸長成。蛋與一般雞蛋一樣大小及相同形狀，但有更多的褐色斑點。

## 分類
松雞最初是於1758年由卡爾·林奈（Carolus Linnaeus）所描述。牠最近的親屬是分佈在俄羅斯東部及蒙古與中國北部的黑嘴松雞。

### 亞種
松雞下有多個亞種，由西方至東方表列如下：
- T. urogallus cantabricus：分佈在西班牙西北方。
- T. urogallus aquitanicus：分佈在比利牛斯山。
- T. urogallus major：由阿爾卑斯山至愛沙尼亞的中歐。
- T. urogallus rudolfi：由保加利亞至烏克蘭西南部的南歐。
- T. urogallus urogallus：斯堪地那維亞，並引入到蘇格蘭。
- T. urogallus karelicus：芬蘭及卡累利阿
- T. urogallus lonnbergi：科拉半島
- T. urogallus pleskei：白俄羅斯、位於歐洲的俄羅斯中部。
- T. urogallus obsoletus：歐洲的俄羅斯北部。
- T. urogallus volgensis：歐洲的俄羅斯東南部。
- T. urogallus uralensis：西伯利亞西部的烏拉山脈。

在西歐及中歐的亞種則差不多全黑色，只有少量的白點；而發展至西伯利亞全白色的黑嘴松雞。雌雞的變異則較少。蘇格蘭原住的品種，於1770年至1785年間滅絕，雖未被描述，但有可能是一個獨立的亞種。在愛爾蘭已滅絕的品種亦相似。

### 混種
松雞有時會與黑琴雞混種，所生的與黑嘴松雞接近。

## 分佈
松雞是不會遷徙的鳥類，會在歐洲北部及亞洲中西部的針葉林繁殖。牠們曾一度在歐亞大陸北部及東北部寒帶及歐洲溫帶的針葉林中生活。蘇格蘭品種已經滅絕，但卻引入了瑞典的品種。在德國，牠們處於瀕危狀況，在巴伐利亞的低山地區已經絕跡。在比利時，牠們仍然有在上法涅出沒。在巴伐利亞林山、黑森林及哈茨山，松雞雖然受到保護及培育，但數量卻仍然下降。

## 生態行為
松雞非常適應其原有的棲息環境，即地上有濃密的越橘屬及輕質林冠的針葉林。牠們主要是吃藍莓等越橘屬植物，在幼樹中尋找保障，並可以在開放的地方飛行。不過，牠們很難適應其他的森林環境。松雞的生存需要很多特定的要求，如適合食用的植物、供雛雞吃的細小昆蟲、幼樹的保障、有橫枝的樹作棲息處等。

### 食性
松雞吃多種食物，包括樹芽、葉子、草莓、昆蟲、草及在冬天的松葉。牠們會遺下直徑約1厘米及長5-6厘米的食物殘渣，很多時這些殘渣都是固體，若藍莓成熟時，牠們會吃很多藍莓，而其糞便會呈藍黑色及流體。
松雞是高度草食性的，尤其钟爱吃藍莓葉及果子，在夏天會吃莎草科的種子及根。雛雞出生後的第一週主要吃有豐富蛋白質的食物，即昆蟲。由於在乾旱及溫暖的天氣下，昆蟲供應會較豐富，故松雞在這段時間會生長得較快；但在寒冷及下雨的季節，牠們的死亡率則較高。
在冬天下雪會遮蔽植物，松雞差不多整天都會待在樹上，吃雲杉、松屬及冷杉屬的針葉，並山毛櫸及花楸屬的芽。
松雞會尋找及吞下砂礫、碎石或胃石，以幫助消化粗糙的食物。牠們有兩條闌尾，於冬天時生長得較長，加上共生的細菌，可以用來消化植物。在冬天時，牠們差不多不斷的吃及每10分鐘便排出唾餘。

### 習性
春天時每隻松雞約分佈在25萬平方米的面積上，而在針葉林中松雞的數量會較豐富。成年雄雞是高度區域性的，在理想的環境約佔50-60萬平方米，雌雞則約佔40萬平方米。因為下雨或下雪會逼松雞走到低地去，故全年分佈約只有幾個平方米。雄雞及雌雞的領土是會重疊的。
松雞是白天活動的，夜間會留在樹上。牠們會在同一顆樹上住上幾晚。跟隨牠們的唾餘，是很容易發現牠們的。
雌雞是在地上覓食的，並在夜間留在巢中。雛雞不能夠飛行，雌雞夜間會陪伴雛雞。在冬天期間，雌雞很少會走到地上，而雪上的腳印很多都是來自雄雞的。
松雞並非飛行的能手，在起飛後，牠們會突然發出巨響來阻礙獵食者。基於牠們的體型及翼展，牠們不會在幼林或密林中飛行。飛行時會牠們會有一段短的滑翔休息時間，而羽毛會發出一種哨子聲。

### 求愛及繁殖

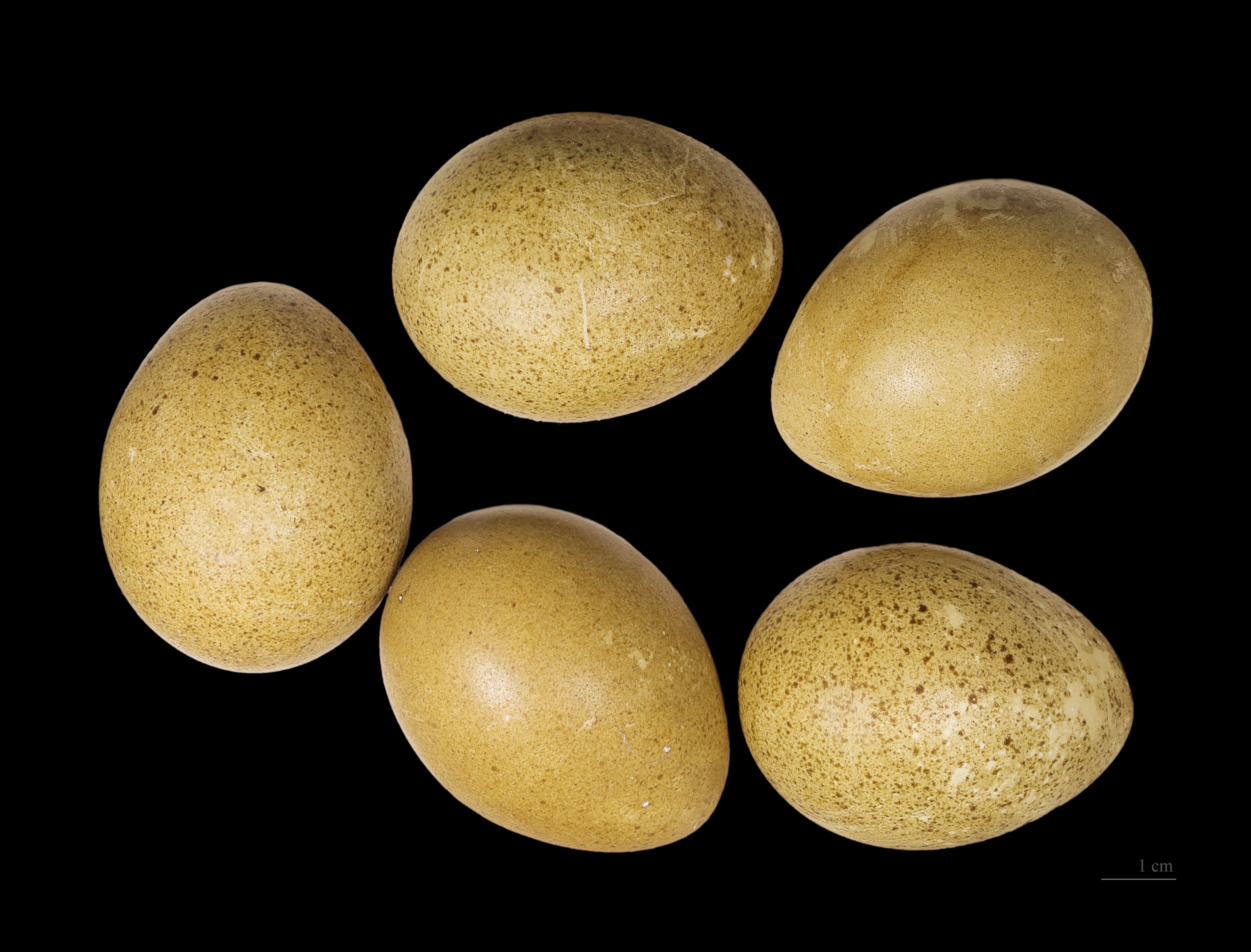
Tetrao urogallus urogallus

松雞的求愛期會在三月至四月間開始，直至五月或六月，並受到天氣、植物生長及海拔所影響。求愛期中的四分之三的時間都是在與其他雄雞爭奪領土。在秋天有一個較小的求愛高峰期，以便在冬天前確定領土。
在黎明時份，雄雞會在樹上求愛。牠們會豎起尾羽，直立頸部，將喙指向天空，張開及垂下雙翼，並開始求愛。雄雞接著會由樹上轉至地面，在求偶場繼續求愛。接受的雌雞會蹲下及發出請求的聲音。若有多於一隻雄雞的話，只有最先的雄雞會與雌雞交配。交配前的松雞非常敏感，以避免交配受到騷擾。
交配後約三天，雌雞會開始生蛋。在10日內就會完成生蛋，每胎約有8-12隻蛋，最少也有4或5隻。視乎天氣及海拔而定，孵化期約需26-38日。
在繁殖期初時，雌雞對騷擾很敏感，並會隨時離開巢穴。到了尾聲時，牠們較能忍受騷擾，在巢中蹲下，以藏身在樹枝中。差不多到了孵化的時候，雌雞會更緊密的留在巢中。在孵化時的雌雞每天不會怎樣離開巢穴，故此牠們的糞便會較為乾燥。
孵化後的雛雞全身都有絨毛，但卻未能維持體溫，所以要靠母雞取暖。在寒冷及下雨的季節，雛雞每幾分鐘及全晚都要在母雞身邊取暖。
雛雞會自行尋找食物，主要是吃昆蟲，如蝴蝶幼蟲及蛹、螞蟻及甲蟲等。牠們會生長得很快，並將大部份攝取的能量轉為用作飛行的肌肉組織的蛋白質。到了3-4週，牠們可以飛行一段短的距離，並會開始在樹上睡覺。約6週，牠們已能保持體溫。出生時的絨毛會脫下，並長出不成熟的羽毛，到了3個月大就會開始另一次脫毛，長出亞成體羽毛，此時便可以容易分辨雄雞及雌雞。
9月初松雞家庭會開始解散。首先是雄性雛雞，接著是雌性雛雞。

## 保育狀況
松雞估計分佈在100-1000萬平方公里的地方，單在歐洲數量就約有150-200萬隻。一些證據顯示牠們的數量正在下降，但卻並未面臨瀕危的威脅，現時保育狀況只是分類為無危。
最影響松雞數量的是棲息地的破壞，尤其是將原本多樣化的森林變成單一植物的地方，而牠們亦會撞上阻隔鹿及植物的圍網。細小獵食者，如赤狐在失去大型獵食者下的增加亦造成不少的問題。在一些地區，數量下降是因過份的獵殺，松雞在蘇格蘭及德國就已經被獵殺了超過30年。

## 外部連結
- A to Z of UK Birds （页面存档备份，存于）
- Aigas Field Centre Capercaillie Ecology and breeding programme pages